# Carrières souterraines et pelouses de Klang - gîtes à chiroptères
Carrières souterraines et pelouses de Klang - gîtes à chiroptères este o arie protejată (sit de importanță comunitară — SCI) din Franța întinsă pe o suprafață de 59 ha, integral pe uscat.

## Localizare
Centrul sitului Carrières souterraines et pelouses de Klang - gîtes à chiroptères este situat la coordonatele 49°19′18″N 6°21′52″E / 49.32167°N 6.36444°E.

## Înființare
Situl Carrières souterraines et pelouses de Klang - gîtes à chiroptères a fost declarat arie specială de conservare în baza directivei 92/43 din 1992 referitoare la conservarea habitatelor naturale și a faunei și florei sălbatice pentru a proteja 7 specii de animale.

## Biodiversitate
Situată în ecoregiunea continentală, aria protejată conține 4 habitate naturale: Pajiști uscate seminaturale și facies de acoperire cu tufișuri pe substraturi calcaroase (Festuco-Brometalia) (* situri importante pentru orhidee), Liziere de ierburi înalte hidrofile de câmpie și de nivel montan până la alpin, Izvoare petrifiante cu formare de travertin (Cratoneurion), Păduri de fag Asperulo-Fagetum.
La baza desemnării sitului se află mai multe specii protejate:
- amfibieni (1): izvoraș-cu-burta-galbenă (Bombina variegata)
- mamifere (6): liliac cârn (Barbastella barbastellus), liliac cu urechi mari (Myotis bechsteinii), liliac cărămiziu (Myotis emarginatus), liliac comun (Myotis myotis), liliacul mare cu potcoavă (Rhinolophus ferrumequinum), liliacul mic cu potcoavă (Rhinolophus hipposideros)

Pe lângă speciile protejate, pe teritoriul sitului au mai fost identificate 21 de specii de plante, 7 specii de păsări, 3 specii de amfibieni, 4 specii de mamifere, 13 specii de nevertebrate, 2 specii de reptile.